# شون هيل (لاعب كرة قدم أمريكية)
شون هيل (بالإنجليزية: Sean Hill)‏ هو لاعب كرة قدم أمريكية أمريكي، ولد في 14 أغسطس 1971 في دواغياك في الولايات المتحدة.

## وصلات خارجية
- شون هيل على موقع مرجع كرة القدم المحترفة.كوم (الإنجليزية)
- شون هيل على موقع JustSportsStats.com (الإنجليزية)